# フェリー3世 (ロレーヌ公)

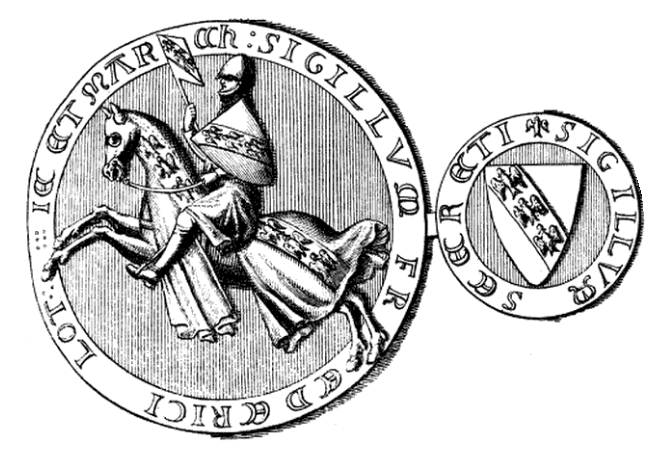
フェリー3世のシール

フェリー3世（フランス語：Ferry III, 1240年ごろ - 1303年12月31日）は、ロレーヌ公（在位：1251年 - 1303年）。

## 生涯
フェリー3世はロレーヌ公マチュー2世とカタリーナ・ファン・リンブルフの息子である。
1251年2月に父マチュー2世が亡くなったとき、フェリーはまだ11歳であり、母カタリーナが摂政をつとめた。1255年3月24日に15歳（ロレーヌで後見が不要となる年齢）で成人となった。
1255年、フェリーはシャンパーニュ伯にしてナバラ王ティボー1世とその3番目の妻マルグリット・ド・ブルボンの娘マルグリット・ド・シャンパーニュと結婚した。この結婚は、特にマルグリットの姪ジャンヌが1284年に後のフランス王フィリップ4世と結婚して以降、ロレーヌにおけるフランスの影響力が強まった。この新たなフランスの影響力は、神聖ローマ帝国が危機に瀕していた時期にドイツの影響力の対抗勢力となり、ロレーヌが事実上の独立国家となることを可能にし、1766年のフランスへの帰属につながった。
フェリーはその治世中にしばしばメス司教らと対立し、教皇クレメンス4世がフェリーの動きを止めるために破門にし、ロレーヌ公領内に秘蹟執行禁止命令を下した。フェリーはフルアール城を建てたが、後にリシュリューの命令で破壊された。
フェリー3世は2度破門され、3度目に破門の危機に瀕した。
- 母カタリーナが摂政であった時にトゥールを支配しようとし、司教に反乱を起こしたトゥールの住民のを支援した。カタリーナは息子のフェリー3世とともに破門された。この破門はカタリーナの死（1255年）により解除された。
- 1267年7月29日、メス司教との対立でフェリーの軍隊がルミルモン修道院の領地に損害を与え、修道院長らの抗議にもかかわらずフェリー3世が過ちを正さなかったため、教皇クレメンス4世により破門された。
- 1283年2月、フェリー3世は破門の危機に瀕した。ルミルモン修道院長アグネス・フォン・ザルムの死により、フェリーはルミルモン修道院のフランシュ・コンテ派とロレーヌ派の間の争いに乗じて、修道院が領有していたプロンビエールに要塞の建設を開始した。修道院長らは教皇に苦情を申し立て[3][注 1]、教皇はフェリー3世に対し、過ちを正さなければ破門すると宣言した。
- 1291年4月30日、フェリー3世がこの宣言を無視したとき、この判決は発効し、公領の教会で発表されなければならなかった。ブザンソンの首席司祭は、この判決の適用後は礼拝を中止し、墓地に埋葬された死者を掘り起こすことまで要求した。公領内におけるすべての宗教活動は停止され、フェリー3世は1295年7月18日に「エシャペノワーズ（Échappenoise）」と呼ばれる「平和条約」を提出し、修道院と共に署名した。

1257年、神聖ローマ帝国の選帝侯らはヴィルヘルム・フォン・ホラントの継承者を選出するためにフランクフルトの議会に集まった。しかし選帝侯らは合意に至らず、カスティーリャ王アルフォンソ10世とコーンウォール伯リチャードという二人のローマ王を選出した。フェリーはアルフォンソ10世の支持者であったが、争いはほとんどなく、2人のローマ王の死後、1273年にハプスブルク家のルドルフ1世が選出された。
領主に対する支配力を強化するために都市の中産階級に頼ることを考え、フェリー3世は公国の主要都市であるナンシー、ヌフシャトー、ロンウィに参政権を与えた。しかしこの政策は激しい恨みを買うことになる。ラクーの森での狩猟から戻る途中、マキエヴィルの領主アドリアン・デ・アルモワーズはフェリーを捕らえ、城に幽閉した。その数年後、フェリーは刑務所の屋根を手入れする大工を通じて、妃マルグリットに指輪を届けることに成功し、マルグリットは夫を解放するために兵士の一団を送った。アドリアン・デ・アルモワーズは戦わずしてフェリーを解放した。
フェリー3世は1303年12月31日に死去し、ボープレ修道院に埋葬された。

## 結婚と子女
フェリー3世は1255年にナバラ王でシャンパーニュ伯のティボー1世とマルグリット・ド・ブルボンの娘マルグリット・ド・シャンパーニュと結婚した。2人の間には7、8人の子供がいることが知られている。
- ティボー2世（1263年 - 1312年） - ロレーヌ公[1]
- マチュー（1282年没） - ボールガール領主[1]
- フェリー（1299年6月4日没） - サン＝ディエの主席司祭、後にオルレアン司教（1297年 - 1299年）[4][注 2]
- フェリー（1317/8年没） - プロンビエール、ロモンおよびブルモンクールの領主。アンリ・ド・ブラモン＝ザルムの娘マルグリット・ド・ブラモンと結婚。後にイザベル・ド・ピュリニーと結婚し[1]、以下の子女をもうけた。
  - ジャック（1321年6月以降没） - ブルモンクール領主
  - ジェラール（fl. 1317年）
  - エリーズ（1320年7月3日以降没） - ウォティエ・ド・ヴィック＝シュル＝セイユと結婚
- イザベル（1272年 - 1335年5月11日） - 下バイエルン公ルートヴィヒ3世（1296年没）と結婚、その後アンリ・ド・シュリと婚約（1298年12月6日に教皇から特免を受ける）、ニュルンベルク城伯フリードリヒ4世（1332年没）と婚約（1299年8月13日に教皇から特免を受ける）。最終的に、1306年2月にヴォーデモン伯アンリ2世とエリサンド・ド・ヴェルジーの息子[5]アンリ3世（1348年没）と結婚[6]。
- カトリーヌ（1316年3月13日以降没） - ロモン女領主、1290年にフライブルク伯コンラート3世（1350年没）と結婚[1]
- アニェス（1275年没?）[注 3] - アルクール領主ジャン2世（1302年没）と結婚[1]
- マドレーヌ[注 3] - ヴュルテンベルク伯エーバーハルト1世（1325年没）と結婚[1]

また、不明の母より4人の庶子をもうけた。
- ジャン・ド・ヌヴィレ（1295年没）
- コラン
- イザベル
- マルグリット[1]